# Leptothele
Leptothele là một chi nhện trong họ Dipluridae.